# Сонячний удар (фільм)
«Сонячний удар» (англ. Solar Attack);— канадський телефільм-катастрофа 2006 р. студії Lions Gate Entertainment.
Сюжет розгортається навколо великих корональних викидів маси, які спричиняють підпал атмосфери Землі, все потенційне життя на Землі загине через нестачу кисню. Катастрофа відбувається під час політичної напруженості у відносинах між Сполученими Штатами та Росією. Стихійному лихові вдається запобігти шляхом детонації ядерних ракет на полюсах і випустивши велику кількість пару, який загасить палаючий метан, викликаний корональними викидами.
Фільм знятий у Гамільтоні, Онтаріо, Канада.

## Сюжет
Наші дні. Сонячний зонд управляється вигаданою Лабораторією сонячних і навколоземних досліджень та виконує свою звичайну експериментальну місію. Під час отримання інформації великий корональний викид відключає зонд. Пілотований космічний літак Галілео потрапляє у сонячну атаку і знищується; у трагедії звинувачують російське погане обладнання. Тим часом сонячний викид зіштовхує супутники з орбіти, перетворюючи їх на смертельні метеори, пізніше під удар потрапляє Нова Зеландія, перетворившись у величезну масу розплавленої породи.
Мільярдер Лукас Фостер фінансує програму боротьби з глобальним потеплінням, він виявив, що атмосфера Землі наразі має у собі 5% метану. Коли кілька нових викидів зіткнуться з Землею, метан загориться, через нестачу кисню все живе на Землі загине. Фостер, який також є науковцем, намагається переконати своїх скептично налаштованих колег. Уряд і колега-вчений Джоанна Паркс, за сумісництвом — його колишня дружина, не вірять Фостеру.
Пізніше в аналітичній доповіді встановлено, що 25 мегатонн ядерних ракет, здетонованих на Північному полюсі, можуть випустить необхідну кількість пару, який погасить спалах метану. Фостер знає капітана російського підводного човна, який попри офіційність впускає його на свою субмарину. Фостер пояснює, що хоча супутниковий зв'язок відключений, на півдні можна спілкуватися через трансатлантичний телеграфний кабель, розташований на глибині 800 метрів. Субмарині призначено занурюватися на 700 м, лейтенант неохоче виконує цей наказ, вважаючи попередні та подальші дії порушенням субординації. Субмарина залишається вцілілою після занурення з незначними пошкодженнями. Зв'язок між капітаном і російським президентом відбувається, останній підтверджує, що поінформований про ситуацію від американського президента. План Фостера вступає у дію.
Тим часом, російську субмарину виявляє американський підводний човен. Перед запуском російських ядерних ракет лейтенант погрожує капітанові дулом пістолета, Фостер забирає у нього зброю. Американці погрожують знищити росіян, якщо ті не здадуться. Незважаючи на небезпеку, російський капітан запускає ракети, американці атакують «супротивника» двома торпедами. Російський підводний човен вживає контрзаходів, які руйнують торпеди. Американці усвідомлюють, що росіяни налаштовані доброзичливо, дізнавшись про присутність на човні Фостера.
Ракети прибувають до Північного полюсу, Землею врятовано. Фостер і його колишня дружина обіймаються; коментар Фостера про поїздку дозволяє припустити, що вони можуть відновити свої романтичні стосунки і вступити у повторний шлюб.

## Ролі
- Марк Дакаскос — доктор Лукас Фостер
- Джоанна Келлі — доктор Джоанна Паркс
- Кевін Джубінвілл — Бред Стемп
- Крейг Елдрідж — Джим Лібург
- Стівен Макхеті — адмірал Лоуренс
- Конрад Коутс — полковник Олбі
- Луї Госсетт-молодший — президент США Райан Гордон
- Дамір Андрей — президент Росії Юрій Ільюшин
- Білл Лейк — капітан Міша Грегорович

## Критика
На сайті IMD рейтинг фільму становить 4.0/10, Rotten Tomatoes — експертний консенсус відсутній, рейтинг аудиторії 29%

## Цікаві факти
- У реальності офіцери ВМС США не носять головні убори в приміщенні.
- Підпис ранньої сцени у фільмі зображений, як «Пентагон, Вашингтон, округ Колумбія». Пентагон насправді в Арлінгтоні, штат Вірджинія.
- Російські підводні човни (або інші) не мають радіоприймачів коротких хвиліей або подібне обладнання передачі. Його легко виявити.
- Ухиляючись від другої пари американських торпед, капітан Грегоравіч наказує екіпажу для розгортання контрзаходів зробити жорсткий поворот направо. Проте візуально підводний човен повертає ліворуч.
- У сценах Пентагону Державний Прапор США висить неправильно. Синій «Союз» повинен бути у верхньому лівому кутку.
- Метан не може «вибухнути» на висоті 80 миль (там майже вакуум, парціального тиску для кисню абсолютно недостатньо).
- Немає ніякого магнітного поясу нижче найнижчої орбіти космічного апарата.
- Адмірал не носить уніформу військово-морського флоту США. Синій мундир не включає в себе погони з рангом на них.